# Juan Ramírez Reyes
Juan Carlos Ramírez Reyes (20 de abril de 1988, Ciudad de México, México) es un ex futbolista mexicano que jugaba como defensa, su último equipo fue Ballenas Galeana. Debutó en el Club Universidad Nacional de la Primera División Mexicana el 10 de septiembre de 2011 en un Querétaro 4-0 Pumas sustituyendo a Juan Francisco Palencia en el minuto 61.

## Clubes
| Club              | País   | Año       |
| ----------------- | ------ | --------- |
| Pumas UNAM        | México | 2011-2012 |
| Pumas Morelos     | México | 2012      |
| Pumas UNAM Sub-20 | México | 2013      |
| Ballenas Galeana  | México | 2014 -    |